# Querankergeber

Querankergeber

Der Querankergeber ist ein elektrischer Sensor zum Messen von Weglängen. In einem magnetischen Kreis mit Eisen wird durch das bewegliche Element des Sensors der Luftspalt geändert. Damit ändert sich der magnetische Widerstand und die Induktivität L der Spule. Unter Vernachlässigung von Streuverlusten und µr(Luft) = 1 gesetzt gilt:
{\displaystyle L(s)={\frac {\mu _{0}\cdot N^{2}\cdot A}{{\frac {l_{Fe}}{\mu _{r}}}+2\cdot s}}}
Bei der Weglänge s = 0 berührt das bewegliche Element den Eisenkreis. Weiter bedeuten lFe die durchschnittliche Länge des Eisenkreises mit dem Querschnitt A, µ0 die magnetische Feldkonstante, µr die relative Permeabilität des Eisen und N die Windungszahl der Spule.  

Differenzial-Querankergeber

Die Kennlinie ist nicht linear. Mit einer Differenzschaltung von zwei Gebern zu einem Differential-Queranker-Geber und Auswertung in einer Wheatstone'schen Brückenschaltung kann das Ausgangssignal linearisiert werden. 
{\displaystyle L_{1}(s)={\frac {\mu _{0}\cdot N^{2}\cdot A}{{\frac {l_{Fe}}{\mu _{r}}}+2\cdot (s_{0}{\color {red}+}s)}}}
{\displaystyle L_{2}(s)={\frac {\mu _{0}\cdot N^{2}\cdot A}{{\frac {l_{Fe}}{\mu _{r}}}+2\cdot (s_{0}{\color {red}-}s)}}}
Hier ist bei der Weglänge s = 0 die Mittellage gemeint und mit s0 der Luftspalt in der Mittellage. Das bewegliche Element kann auch direkt das Messobjekt sein wenn es ferromagnetisch ist. Dann arbeitet der Sensor berührungslos.
Die Messwege betragen ca. 0,4…0,7 mm. Er wird eingesetzt zur Messung von Hebelstellungen, zur Schwingwegmessung z. B. bei Wellen von Kraftwerksturbinen, als Wandler bei der Dehnungs-, Kraft- und Beschleunigungsmessung.